# Maxima von Rom
Nach der Legende war Maxima von Rom (* 3. Jahrhundert; † 302 in Rom) eine Sklavin im Haus des Patriziers Tranquillinus aus der gens Anicia und Amme von dessen Sohn Ansanus. Sie erzog ihren Schützling christlich und taufte ihn. Als Ansanus’ Vater dies im Jahr 302, zur Zeit der Christenverfolgung unter Diokletian, entdeckte, setzte er beide fest. Es scheinen beide gleichzeitig angeklagt worden zu sein. Beide wurden gegeißelt, doch während Ansanus überlebte und nach Siena fliehen konnte, starb Maxima unter der Geißel.

## Märtyrertum
“Romæ sanctæ Maximæ Mártyris, quæ, simul cum sancto Ansano Christum confessa, in persecutióne Diocletiáni, dum fustibus cæditur, réddidit spíritum.”

„In Rom die heilige Märtyrerin Maxima, die sich während der Verfolgung von Diokletion mit Ansanus zu Christus bekannt hat, gab ihre Seele auf, während sie mit Stäben geschlagen wurde.“